# Álbum musical del mundo
Álbum musical del mundo (名曲アルバム Meikyoku Arubamu?) es una serie de programas de formato compacto producida por la televisora pública japonesa NHK desde 1976. Cada capítulo, de aproximadamente 5 minutos, presenta un movimiento o una pieza de música clásica, con imágenes de paisajes y lugares (generalmente europeos) y subtítulos en los que se narra la historia del compositor de la respectiva pieza. En los años 1980 y 1990 se emitió en varios canales estatales de Hispanoamérica.
En Japón, Meikyoku Arubamu se emite en distintos horarios por las cadenas de televisión abierta NHK G y NHK E y el canal satelital NHK BS Premium.